# Undecimber
Undecimber ou Undecember é o nome para um 13.º mês em um calendário que normalmente possui 12 meses. Similarmente, Duodecember representaria o 14.º mês.

## Etimologia
A palavra undecimber é baseada na palavra em latim undecim, que significa "onze". É formada em analogia com December (dezembro), que, por mais que seja o 12.º mês no calendário gregoriano, deriva de decem, que significa "dez". A palavra undecember (abreviado Vnde) é registrado a partir de uma inscrição romana, conforme o Oxford Latin Dictionary, que o define como  "um nome humorístico dado ao mês que segue dezembro".
Quando o calendário juliano foi introduzido em 44 a.C., as distorções acumuladas até então foram corrigidas pela inserção de dois meses intercalares, representando 67 dias no total, entre novembro e dezembro. Alguns autores recentes, incluindo a World Calendar Association e Isaac Asimov referem a eles como Undecember e Duodecember. Esta afirmação não tem evidências contemporâneas; Cícero refere-se aos meses como intercalados anteriores e intercalados posteriores em suas cartas.
O historiador Dião Cássio diz que Licinus procurador de Gália, adicionou dois meses ao ano 15 a.C. Por mais que não foram nomeados por Dião, que escreveu em grego, August Immanuel Bekker sugeriu que eles poderiam ter sido chamados de Undecember e Duodecember.

## Computação
No Java Platform, Standard Edition, a classe java.util.Calendar inclui suporte a calendários que permitem treze meses. Por mais que o calendário gregoriano usado na maior parte do mundo apenas tem doze meses, existem alguns calendários lunares que são dividido em meses sinódicos, com um mês intercalar adicionado em alguns anos. Por exemplo, no calendário judaico, sete a cada dezenove anos (37%) tem o "mês embolístico" Adar I. A constante java.util.Calendar.UNDECIMBER representa tal mês.

## Contabilidade (chamado "mês 13")
Na contabilidade, um 13.º mês é às vezes usado para ajustar demonstrações financeiras para um ano inteiro sem afetar os resultados mensais. Por exemplo, uma organização pode desejar ajustar seus registros para refletir que algumas de suas vendas e os pagamentos resultantes de clientes não serão efetuados. Se uma organização fizer isso apenas uma vez por ano, ela pode atribuir esses ajustes ao "mês 13" para não lançar incorretamente todas as baixas contábeis de um ano inteiro em um único mês.